# Crataegus oxyacantha

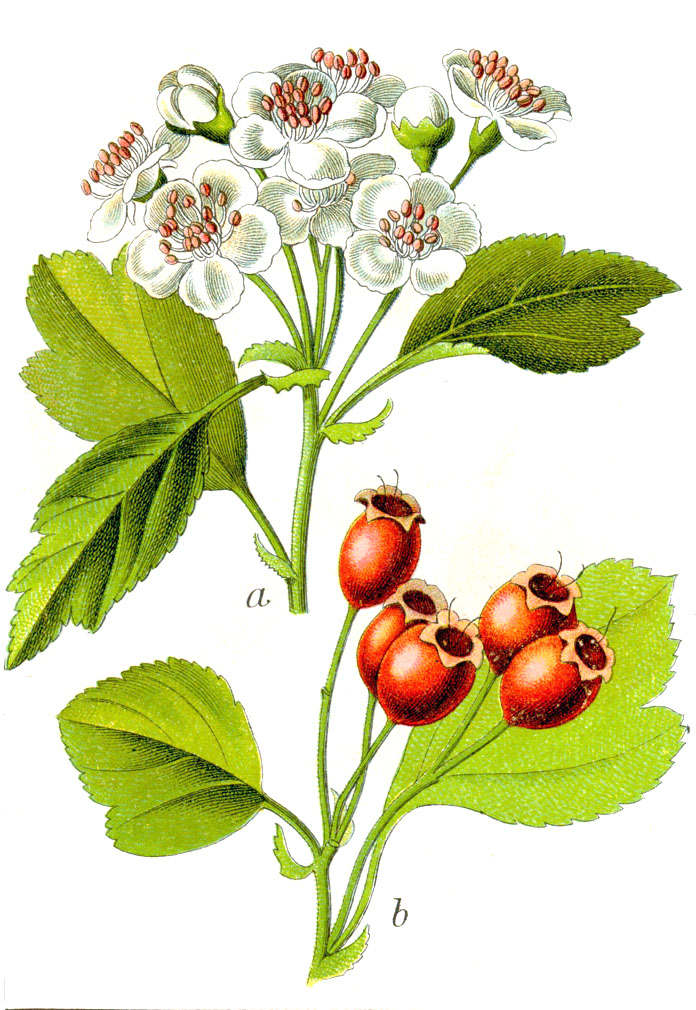
La imagen muestra un Crataegus oxyacantha L. con hojas verdes lobuladas, flores blancas agrupadas en racimos y pequeños frutos rojos. La corteza del tronco es grisácea y fisurada.

Crataegus oxyacantha L. es un nombre científico que fue usado históricamente para designar cierta especie vegetal el género Crataegus pero que en la actualidad es rechazado por ser de aplicación incierta, si bien todavía se usa ocasionalmente.

## Taxonomía
Linneo introdujo el nombre Crataegus oxyacantha para una especie de espino del norte de Europa y el nombre binomial se fue aplicando gradualmente a varias especies similares creyendo que eran la misma, particularmente al espino ardiente (Crataegus laevigata) y al majuelo (Crataegus monogyna). En 1946 Dandy mostró que, en realidad, Linneo había observado y descrito una especie con flores de un solo estilo, similar al majuelo, y el espino ardiente fue realmente un descubrimiento posterior. Sin embargo, Byatt expuso que la confusión sobre la verdadera identidad de C. oxyacantha persistía, y el nombre fue formalmente rechazado como ambiguo por el Congreso Internacional de Botánica. Más recientemente, Christensen concluyó que la especie estudiada por Linneo se ajusta a C. rhipidophylla Gand., una especie relativamente rara.